# Adrián Ugarriza
Adrián Ugarriza (Lima, Perú, 1 de enero de 1997) es un futbolista peruano. Juega como delantero centro y su equipo actual es Kiryat Shmona de la Liga Premier de Israel. Tiene 28 años. 

## Trayectoria

### USMP
Debutó en la Universidad San Martín, club en el que fue formado, el 7 de marzo del 2014 ante Sport Huancayo sustituyendo a Santiago Silva en el minuto 69, marcaría su primer gol profesional ante el Inti Gas Fútbol Club (Ayacucho Fútbol Club actualmente), terminaría la temporada con 16 partidos y un gol. Para la temporada 2015 solo jugaría 3 partidos .

### Universitario
En el 2016 ficha por Universitario de Deportes, hizo su debut el 24 de abril de 2016 ante César Vallejo, marcaría su primer gol ante el  Deportivo Defensor La Bocana, ayudando a su equipo a a empatar además de brindar una asistencia, terminaría la temporada jugando 21 partidos donde anotó 4 goles y dio 4 asistencias. En 2017 se desvincula del club por no tener mucha continuidad al solo disputar 8 partidos. 

### Real Garcilaso
En el 2017 ficha por el Real Garcilaso, hizo su debut el 10 de setiembre de 2017 ante Melgar, marco su primer gol al Ayacucho F. C. sellando la victoria 2-0, jugo 14 partidos y anota 2 goles al final de temporada lograron la clasificación a la Copa Libertadores 2018.

### UTC
Luego de quedar libre ficha en el 2018 ficha por el UTC, haría su debut el 10 de febrero de 2018 su ex club el Universitario, marcaría su primer gol ante Sport Boys sellando la victoria por 2-1 disputaría 39 partidos anotando 7 goles dando 4 asistencias donde clasificaría a la Copa Sudamericana.

### Alianza Lima
Llega a Alianza Lima por todo el 2019, en donde afrontó la Liga 1 y la Copa Libertadores donde no marcó ni un solo gol. Además falló un penal ante Binacional.

### Cienciano
Llega a Cienciano por todo el 2020, después de rescindir con el York9 F. C. de Canadá. Hizo su debut el 26 de agosto del 2020 ante Municipal, marcaría su primer gol ante Carlos Stein además de brindar una asistencia, sin embargo no pudo evitar la derrota por 3-2. En su primera temporada juega 15 partidos anota 3 goles y da 1 asistencia. Para la temporada 2021 lograron clasificar a la Copa Libertadores 2022 . Su aporte fue de 4 goles y 6 asistencias en 23 partidos. Para la temporada 2022 seguiría en el Cienciano, jugaría 32 partidos anotando 10 veces y brindando 4 asistencias. 

### Sporting Cristal
El 7 de diciembre de 2022 es presentado como nuevo fichaje de Sporting Cristal con miras a la Liga 1 y Copa Libertadores 2023. No marcó ni un solo gol estando lesionado gran parte de la temporada.

### Deportivo Garcilaso
En diciembre de 2023 se anuncia su fichaje con el Deportivo Garcilaso.

## Selección nacional

### Selección Peruana sub-17
Ha sido internacional con la selección de fútbol sub-17 del Perú, con la cual disputó el Campeonato Sudamericano de Fútbol Sub-17 de 2013 realizado en Argentina.

### Selección Peruana sub-20
Con el seleccionado sub-20 participó en el Campeonato Sudamericano Sub-20 de 2015 realizado en Uruguay y en el Campeonato Sudamericano Sub-20 de 2017 disputado en Ecuador.

## Estadísticas

### Clubes
Actualizado el 29 de octubre de 2023.
| Club                             | Div.          | Temporada     | Liga  | Liga  | Copas nacionales | Copas nacionales | Copas internacionales | Copas internacionales | Total | Total | Media goleadora |
| Club                             | Div.          | Temporada     | Part. | Goles | Part.            | Goles            | Part.                 | Goles                 | Part. | Goles | Media goleadora |
| -------------------------------- | ------------- | ------------- | ----- | ----- | ---------------- | ---------------- | --------------------- | --------------------- | ----- | ----- | --------------- |
| Universidad de San Martín · Perú | 1.ª           | 2014          | 16    | 1     | -                | -                | -                     | -                     | 16    | 1     | 0.06            |
| Universidad de San Martín · Perú | 1.ª           | 2015          | 3     | 0     | -                | -                | -                     | -                     | 3     | 0     | 0               |
| Universidad de San Martín · Perú | Total club    | Total club    | 19    | 1     | 0                | 0                | 0                     | 0                     | 19    | 1     | 0.05            |
| Universitario de Deportes · Perú | 1.ª           | 2016          | 20    | 4     | -                | -                | 1                     | 0                     | 21    | 4     | 0.19            |
| Universitario de Deportes · Perú | 1.ª           | 2017          | 8     | 0     | -                | -                | 0                     | 0                     | 8     | 0     | 0               |
| Universitario de Deportes · Perú | Total club    | Total club    | 28    | 4     | 0                | 0                | 1                     | 0                     | 29    | 4     | 0.14            |
| Cusco FC · Perú                  | 1.ª           | 2017          | 14    | 2     | -                | -                | -                     | -                     | 14    | 2     | 0.14            |
| Cusco FC · Perú                  | Total club    | Total club    | 14    | 2     | 0                | 0                | 0                     | 0                     | 14    | 2     | 0.14            |
| UTC · Perú                       | 1.ª           | 2018          | 38    | 7     | -                | -                | 1                     | 0                     | 39    | 7     | 0.18            |
| UTC · Perú                       | Total club    | Total club    | 38    | 7     | 0                | 0                | 1                     | 0                     | 39    | 7     | 0.18            |
| Alianza Lima · Perú              | 1.ª           | 2019          | 13    | 0     | 3                | 0                | 3                     | 0                     | 19    | 0     | 0               |
| Alianza Lima · Perú              | Total club    | Total club    | 13    | 0     | 3                | 0                | 3                     | 0                     | 19    | 0     | 0               |
| Cienciano · Perú                 | 1.ª           | 2020          | 15    | 3     | -                | -                | -                     | -                     | 15    | 3     | 0.2             |
| Cienciano · Perú                 | 1.ª           | 2021          | 22    | 4     | 1                | 0                | -                     | -                     | 23    | 4     | 0.17            |
| Cienciano · Perú                 | 1.ª           | 2022          | 30    | 10    | -                | -                | 2                     | 0                     | 32    | 10    | 0.31            |
| Cienciano · Perú                 | Total club    | Total club    | 67    | 17    | 1                | 0                | 2                     | 0                     | 70    | 17    | 0.22            |
| Sporting Cristal · Perú          | 1.ª           | 2023          | 11    | 0     | 0                | 0                | -                     | -                     | 11    | 0     | 0               |
| Sporting Cristal · Perú          | Total club    | Total club    | 11    | 0     | 0                | 0                | 0                     | 0                     | 11    | 0     | 0               |
| Total carrera                    | Total carrera | Total carrera | 190   | 31    | 4                | 0                | 7                     | 0                     | 201   | 31    | 0.15            |

## Palmarés

### Torneos cortos
| Título          | Club                      | País | Año  |
| --------------- | ------------------------- | ---- | ---- |
| Torneo Apertura | Universitario de Deportes | Perú | 2016 |
| Torneo Clausura | Alianza Lima              | Perú | 2019 |